# パセリを摘みに
『パセリを摘みに』（パセリをつみに）は、川原泉の漫画作品。『花とゆめ』1985年23号に掲載された。

## 概要
2013年に発売された『川原泉傑作集 ワタシの川原泉II』の発売記念インタビューに依れば、本作は主人公である律子が傍観者の立場であり、自身には問題を抱えていないため、深刻なテーマではなく、のんきな話に仕上がっている。また、結婚に焦りを感じるキャリアウーマンの諒子は27歳の設定であるが、執筆当時は結婚年齢の境目が「クリスマスイブ」と称されるように24歳と25歳だったのが、インタビュー時点の2013年時点には30歳、40歳というのに、川原は時代の変化を感じている。

## あらすじ
柿ノ本家の次女律子さん（高3）は、ある日長女の諒子さんが夜中にどこかへ行くのを目撃。後を付けて行くと、隣家の嵯峨宮さんの家の門をくぐり庭へ入っていくのを見ました。そこで諒子さんは庭中に群生しているパセリをぶっちぎっていた……
気でも振れたかと姉を問い詰めると、何かと張り合っていた同年の同僚が結婚退職する事になり、彼女に言われた言葉「パセリを摘みに行かないよう気を付けて」=「結婚紹介所のお世話にならないよう」に、ふと目に入った嵯峨宮さんの家の庭にたわわに実るパセリに怒りを覚えて……とのこと。そんな会話を嵯峨宮さんの家の庭でやっていたら、嵯峨宮兄弟に見とがめられてしまうが、ごまかしてしまう。
ある日、諒子さんは街中で同僚とその婚約者と出会い、諒子さんに結婚相手が見つからないことを冷やかされるが、通りがかりの千尋が口裏を合わせて彼氏のふりをしてくれる。律子さんのほうも千早のお世話に。義理堅い柿ノ本姉妹はせっせとお礼返しにと嵯峨宮さんの家へ通うことになる。
しかしながら、柿ノ本姉妹は姉妹そろって恋愛に疎く、嵯峨宮兄弟からの想いに気付かず、別の男性との恋愛相談までしてしまう。やや迂遠になってきた嵯峨宮兄弟の態度で、ようやく事態に気付いた柿ノ本姉妹は気付いてもらえるまで嵯峨宮さんの家の庭でパセリを摘み続ける。

## 登場人物
柿ノ本律子（かきのもと りつこ）
高校3年生。友達はたくさんいるが恋愛に縁が薄く、日常を穏やかに過ごすことに満足する人間。クラスのみんなからはのんき者と評されるが本人は誤解だと思っている。
柿ノ本諒子（かきのもと りょうこ）
律子の姉。一流デパートの企画広報室で働くキャリアウーマン。27歳。
嵯峨宮千早（さがのみや ちはや）
千尋の兄。貿易商人。6年前にナハトムジクという男にだまされ、パセリの種を大金で買わされた。セーラー服が好きだが変態ではない。
嵯峨宮千尋（さがのみや ちひろ）
千早の弟。売れない詩人。昔から年上に弱いがマザコンではない。

## 収録書誌情報
- 花とゆめコミックス『銀のロマンティック…わはは』（白泉社、ISBN 4592118049）
- 白泉社文庫『美貌の果実』（白泉社、ISBN 4592883136）
- 花とゆめCOMICSスペシャル『川原泉傑作集 ワタシの川原泉II』（白泉社、ISBN 4592198913）